# Karl Walter (Politiker, 1880)
Karl Wilhelm Walter (* 25. Februar 1880 in Bludenz; † 15. Mai 1948 ebenda) war ein österreichischer Politiker (CS) und Schreinermeister. Er war von 1923 bis 1932 Abgeordneter zum Vorarlberger Landtag. 

## Leben und Wirken
Walter war der Sohn des in Ludesch geborenen Tischlermeisters Stefan Rupert Walter (1850–1943) und dessen aus Bludenz stammender Gattin Maria Seraphina Bickel (1844–1920). Er heiratete am 10. September 1906 in Bludenz die in Innsbruck geborene Anna Adelheid Bliem (1881–1935) und wurde zwischen 1908 und 1912 Vater von drei Söhnen. 
Neben seinem Beruf als Schreiner war Walter als Mitglied der Stadtvertretung von Bludenz aktiv, zudem hatte er von 1929 bis 1931 das Amt des Vizebürgermeisters inne. Er war Mitglied der Christlichsozialen Partei und Mitbegründer des Katholischen Gesellenvereins, des Turnvereins bzw. späteren Katholischen Arbeiterturnvereins und Mitglied der Freiwilligen Feuerwehr. Er vertrat die Christlichsoziale Partei vom 6. November 1923 bis zum 21. November 1932 im Vorarlberger Landtag, wo er dem Sanitätsausschuss und dem Schulausschuss angehörte.